# Végre megtaláltam 5!
A Végre megtaláltam 5! Zoltán Erika sorban 7. nagylemeze, az első duett lemezt a férjével, Kátai Róberttel adott ki Erica C. és Robby D. művésznéven. Az új albumon új szerzők dolgoztak, illetve a két előadó is részt vett a számok megírásában. A bonus track felvételekkel együtt 18 számot tartalmazó lemez szakítva a korábbi hagyományokkal rekord hosszú, több mint egy órás zenei anyag lett. A lemez borítóján a címet egy szóban Végremegtaláltam5 jelenítették meg.

## Az album dalai[1]
1. Tiszta őrület (Hauber Zsolt-Erica C.-Robby D.) 3:56
2. Várj még el ne menj! (Hauber Zsolt-Erica C.-Mc Ducky) 3:25
3. Végremegtaláltam5 (Hauber Zsolt-Animal Cannibals) 3:47
4. Csak te vagy (Tabár István-Duba Gábor) 4:10
5. Ébresztő (Hauber Zsolt-Erica C.-Benedekffy Gábor) 4:14
6. Csak just You and Me (Ifj. Jakab György-Robby D.-Janicsák István-Hauber Zsolt) 3:44
7. Féltelek (Pásztor László-Jakab György-Jávor Andrea) 3:55
8. Yo kedvem van (Hauber Zsolt-Animal Cannibals) 3:42
9. Kívánlak baby (Tabár István-Robby D.) 4:23
10. Végtelen éjszakák (Hauber Zsolt-Erica C.) 4:57
11. Ez az érzés (Hauber Zsolt-Miksa) 4:07
12. Szerelem kéne (Tabár István-Erica C.-Robby D.) 3:58
13. Ötföldrész (Hauber Zsolt-Duba Gábor) 3:57
14. Baby love (Hauber Zsolt-Erica C.-Robby D.) 3:42
15. Végremegtaláltam5 radio groove mix (Hauber Zsolt-Animal Cannibals) 4:48
16. Várj még el ne menj! blow up club mix (Hauber Zsolt-Erica C.-Mc Ducky) 4:18
17. Ola, ola hej! (Hauber Zsolt-Erica C.-Robby D.) 3:58
18. "Nekünk" mindent szabad (Hérincs) 3:25

A Féltelek című, a Szerelemre születtem című lemezen található dalt Jakab György emlékére énekelték fel újra.

## Közreműködők
- Zoltán Erika – ének, vokál
- Kátai Róbert – ének, vokál
- Madarász Gábor – gitár
- Kató Zoltán – fúvós hangszerek